# 県犬養八重
県犬養八重（あがたのいぬかい の やえ、生年不明 - 天平宝字4年5月7日（760年6月24日））は、奈良時代中期の女官。遣新羅使を務めた葛井広成の室。県犬甘命婦・犬甘命婦・犬甘八重とも記される。官位は命婦・従四位下。

## 生涯
聖武朝の天平14年（742年）2月、天皇は皇后宮に行幸し、群臣と宴をした際に巨勢奈弖麻呂・坂上犬養とともに、県犬養八重を正八位上から外従五位下に昇叙したとある。天平17年（745年）正月、内位の従五位下に進んだ。
この間に、当時、光明皇后の下で盛んに行われた写経事業に専心したことが、『正倉院文書』によって知られており、天平15年（743年）10月の経師等充紙帳に、天平14年4月に「犬甘少命婦」が写経を命じる宣者として登場している。同様の記述が同15年10月、同18年（746年）2月、同年4月のこととして現れている。
同19年（747年）12月の東大寺写経所解には「千手千眼経廿一巻、依犬甘命婦八重今年七月廿六日宣所奉写」とあり、これは、同年7月、「県犬甘命婦宣」による千手経21巻の書写のことを指し示しているものと思われる。同年同月、多くの写経を宣している。
天平20年（748年）8月、聖武天皇は既に散位であった従五位上の葛井広成の宅に行幸し、群臣を招いて宴飲し、日が暮れてそのまま宿泊した。翌日、その功により、広成とその室であった八重は、ともに正五位上を授けられている。同年、その宣により、薬師経を写している。
天平勝宝3年（751年）の端裏書を持つ「東大寺開田地図」には、近江国犬上郡・愛知郡霸流（へる）村（現在の滋賀県彦根市曽根沼付近）に、東大寺領墾田と接して八重の墾田があったことが記されている。淳仁朝の天平宝字4年（760年）5月、御使王と同日に、命婦・従四位下として卒去。

## 官歴
注記のないものは『続日本紀』による
- 時期不詳：正八位上
- 天平14年（742年）2月1日：外従五位下。4月：見少命婦（『大日本古文書』による）
- 天平17年（745年）正月7日：従五位下
- 天平19年（747年）7月26日：見命婦（『大日本古文書』による）
- 天平20年（748年）8月22日：正五位上
- 時期不詳：従四位下
- 天平宝字4年（760年）5月7日：卒去